# San Giuseppe al Trionfale
San Giuseppe al Trionfale är en titelkyrka och mindre basilika i Rom, helgad åt den helige Josef. Kyrkan är belägen vid Via Bernardino Telesio i quartiere Trionfale och tillhör församlingen San Giuseppe al Trionfale.

## Historia
Kyrkan uppfördes på initiativ av Luigi Guanella (1842–1915; helgonförklarad 2011), grundare av Servi della Carità och Figlie di Santa Maria della Divina Provvidenza.
Kyrkan uppfördes åren 1909–1912 i nyrenässans efter ritningar av arkitekten Aristide Leonori. Kyrkan konsekrerades den 19 mars 1912.
Fasaden har två våningar; den nedre har tre axlar, medan den övre har en axel. Portalbyggnaden har en lynett med en mosaik som framställer den helige Josef med Jesusbarnet. Fasaden kröns av ett triangulärt pediment med påve Pius X:s vapensköld.
Interiörens grundplan har formen av ett latinskt kors; de tre skeppen avdelas av tio kolonner i granit. Pio (1903–1980) och Silvio Eroli (1904–1991) har utfört absidens mosaiker (1964); i halvkupolen framställs Den helige Josefs förhärligande. Övriga mosaiker avbildar Bröllopet mellan Jungfru Maria och Josef, Jesu födelse samt Josefs död. Mittskeppet har ett överdådigt innertak i trä, formgivet av Gian Battista Conti.

## Diakonia
San Giuseppe al Trionfale stiftades som diakonia av påve Paulus VI år 1967.
Kardinaldiakoner
- Egidio Vagnozzi: 1967–1973; titulus pro hac vice: 1973–1980
- Giuseppe Casoria: 1983–1993; titulus pro hac vice: 1993–2001
- Severino Poletto: titulus pro hac vice: 2001–2022
- Emil Paul Tscherrig: 2023–

## Bilder
| - Interiören med taket. |